# Ястшембце (Нижньосілезьке воєводство)
Ястшембце (пол. Jastrzębce, нім. Falkenhain) — село в Польщі, у гміні Шрода-Шльонська Сьредського повіту Нижньосілезького воєводства.
Населення — 467 осіб (2011).
У 1975-1998 роках село належало до Вроцлавського воєводства.

## Демографія
Демографічна структура станом на 31 березня 2011 року:
|          | Загалом | Допрацездатний вік | Працездатний вік | Постпрацездатний вік |
| -------- | ------- | ------------------ | ---------------- | -------------------- |
| Чоловіки | 234     | 55                 | 166              | 13                   |
| Жінки    | 233     | 46                 | 145              | 42                   |
| Разом    | 467     | 101                | 311              | 55                   |